# Graben-Neudorf
Graben-Neudorf är en kommun i Landkreis Karlsruhe i regionen Mittlerer Oberrhein i Regierungsbezirk Karlsruhe i förbundslandet Baden-Württemberg i Tyskland. Kommunen bildades 1 januari 1972 genom en sammanslagning av kommunerna Graben och Neudorf.
Kommunen ingår i kommunalförbundet Graben-Neudorf tillsammans med kommunen Dettenheim.